# 細岡展望台
43°05′53.2″N 144°26′57.6″E / 43.098111°N 144.449333°E

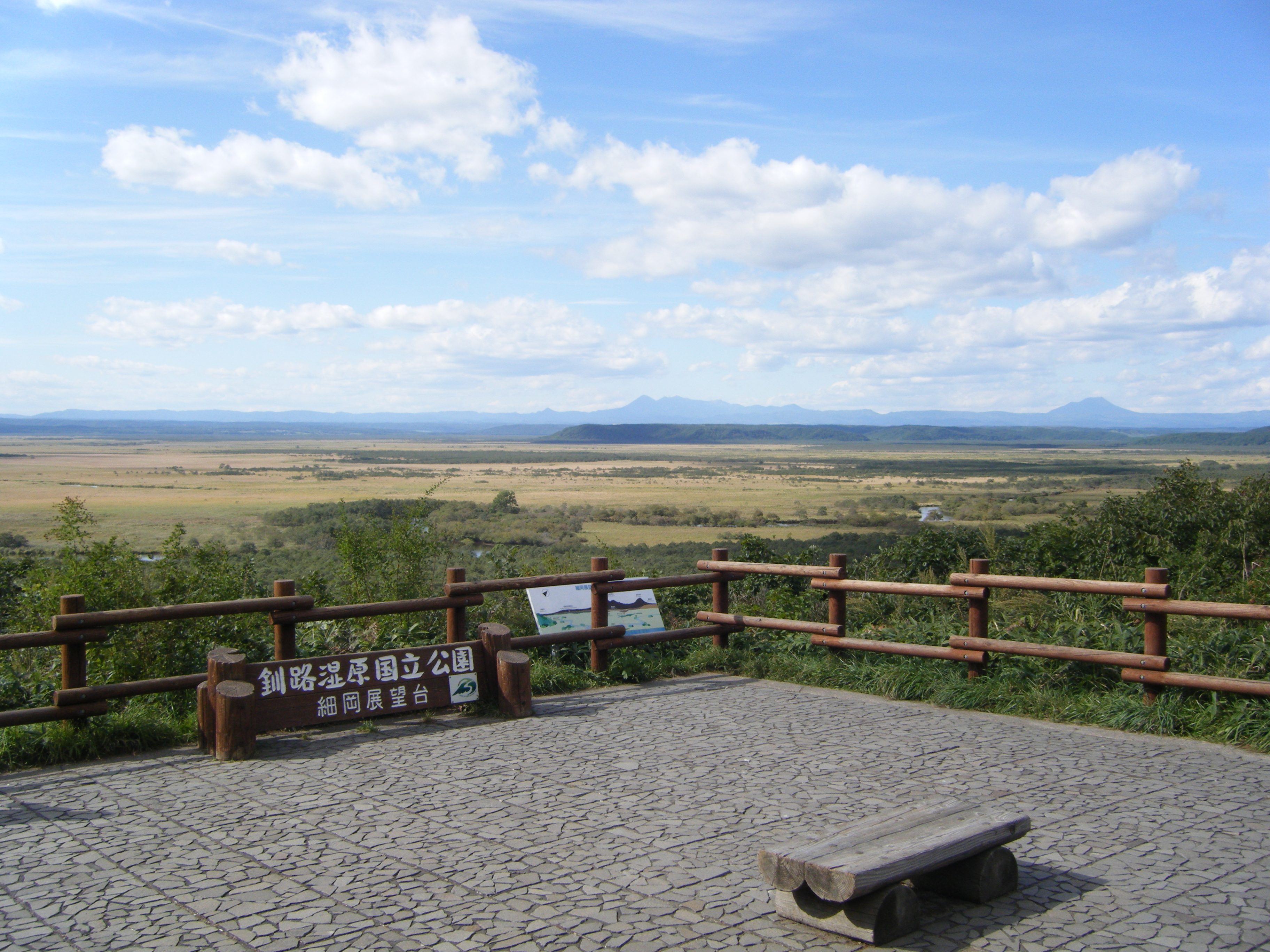
第二展望台眺望的濕地景色

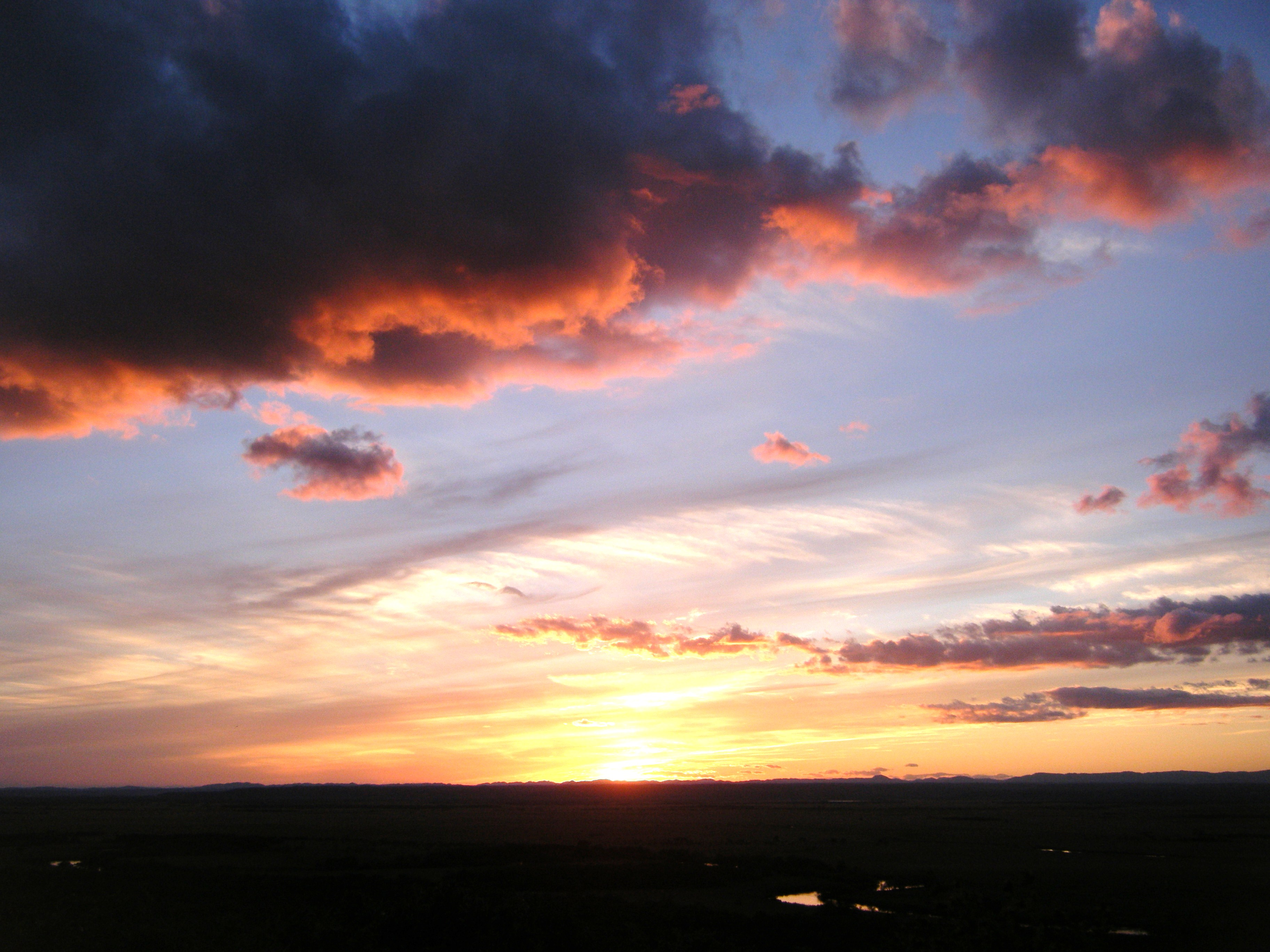
第二展望台見到的夕陽

細岡展望台（日语：／ Hoso'oka Tenbōdai */?），是位於日本北海道釧路濕地東側的觀景台，共有第一展望台和第二展望台兩個觀景台。在觀景台上可以眺望在釧路濕地裡蜿蜒的釧路川 ，以及位於釧路川對岸、濕地西側的宮島岬。天氣晴朗時，還可以看到位於阿寒地區周邊的雄阿寒岳和雌阿寒岳。
展望台距離北海道旅客鐵道釧網本線釧路濕原車站步行約5分鐘的距離。展望台旁還設有「細岡旅客休息區」，內設有餐廳，並展示釧路濕地一年四季的各種景色照片。